# 33590 Sreelakshmi
33590 Sreelakshmi è un asteroide della fascia principale. Scoperto nel 1999, presenta un'orbita caratterizzata da un semiasse maggiore pari a 2,3281273 UA e da un'eccentricità di 0,1169626, inclinata di 7,62777° rispetto all'eclittica.